# Svalutation (album)
Albums de Adriano Celentano
Yuppi du
(1975) Disco dance
(1977)
Svalutation est le seizième album du chanteur italien Adriano Celentano sorti en 1976.  
La majorité des morceaux sont signés par le trio Adriano Celentano, Gino Santercole et Luciano Beretta. Les arrangements comme la direction d'orcheste sont de Detto Mariano, à l'exception des troisième et quatrième morceaux où c'est Natale Massara qui a rempli cette mission.   

## Contexte
En 1961, Adriano Celentano fonde à Milan son propre label, le Clan Celentano. Avec sa société, il gère directement la vente de ses albums. Au début des années 1970, Celentano est un pensionnaire courant des charts italiennes, avec ses chansons Viola, Sotto le lenzuola ou encore Er più (écrite par Carlo Rustichelli). Tandis qu'il remporte le prestigieux festival de Sanremo avec la chanson Chi non lavora non fa l’amore en 1970. 
En parallèle, Celentano tourne dans de nombreux films, neuf entre 1970 et 1976, dont Fais vite avant que ma femme revienne ! où il est réalisateur, producteur et acteur principal. Cela contribue de faire de Celentano une personnalité incontournable de la scène artistique italienne de la période. 
En 1972, Celentano sort le single Un albero di trenta piani, que l'on peut traduire par « Un arbre de trente étages », et qui fait référence au gratte-ciel Pirelli de Milan. La chanson dénonce la spéculation immobilière et la pollution. Le morceau est intégré à l'album I mali del secolo, en français « Les maux du siècle » où le chanteur traite différentes questions de société : l'accumulation de richesse avec Disse, l'addiction aux drogues avec La siringhetta, la cause animale avec L'ultimo degli uccelli, en français « Le dernier des oiseaux ». Cet album participe à la formation de son image d'écologiste.
Svalutation s'inscrit en continuité de cet album avec deux titres qui traitent de thématiques sociales : I Want to Know et Svalutation. Ce sont les plus gros succès du disque et les seuls à être sortis en single. 
Au milieu des années 1970, l'Italie connaît la fin de son miracle économique de l'Après-guerre et est marquée par les Années de plomb.

## Contenu et analyse
Le titre de l'album, Svalutation, se traduit en français par « dévaluation » : il raconte la crise que connaît l'Italie après le premier choc pétrolier.
Le titre éponyme à l'album, le plus explicite, dénonce l'augmentation du prix de l'essence, la chute de la lire, les changements répétés de gouvernement (six changements de président du conseil en six ans), le déficit public. 
Le morceau I Want to Know est, lui, scindé en deux parties, l'une au début et l'autre à la fin de l'abum. Le titre ne compte que deux couplets qui, d'un ton cynique, critique la périurbanisation et la crise du logement :
« Vorrei sapere come fa la gente a concepire di poter vivere nelle case d'oggi inscatolati come le acciughe »
« Je voudrais savoir comment font les gens pour concevoir une vie dans les maisons d'aujourd'hui, mis en boîte comme des anchois »

Le second couplet répète cette critique en insistant sur la responsabilité des constructeurs de « ces horreurs » et cite les personnages du docteur Jekyll et de M. Hyde, symbole de duplicité et du tiraillement entre le bien et le mal.

## Titres de l'album
| No | Titre                    | Musique                                     | Durée |
| -- | ------------------------ | ------------------------------------------- | ----- |
| 1. | I Want to Know (Parte 1) | Celentano, Santercole, Beretta              | 2:48  |
| 2. | Svalutation              | Celentano, Santercole, Beretta, Pallavicini | 3:06  |
| 3. | La camera "21"           | Celentano, Santercole, Beretta              | 5:32  |
| 4. | La neve                  | Celentano, Santercole, Beretta              | 7:00  |
| 5. | Uomo macchina            | Gino Santercole                             | 3:42  |
| 6. | La barca                 | Celentano, Santercole, Beretta, Pallavicini | 4:41  |
| 7. | Ricordo                  | Adriano Celentano                           | 4:05  |
| 8. | I Want to Know (Parte 2) | Celentano, Santercole, Beretta              | 5:21  |